# Lijst van mannelijke tennissers
Overzicht van mannelijke tennisspelers met een artikel op de Nederlandstalige Wikipedia.

## A
- José Acasuso  Argentinië
- David Adams  Zuid-Afrika
- Andre Agassi  Verenigde Staten
- Ronald Agénor  Haïti inmiddels  Verenigde Staten
- Juan Aguilera  Spanje
- Radu Albot  Moldavië
- Dylan Alcott (rolstoeltennis)  Australië
- Fred Alexander  Verenigde Staten
- Wilmer Allison  Verenigde Staten
- Nicolás Almagro  Spanje
- Julián Alonso  Spanje
- Collin Altamirano  Verenigde Staten
- Martín Alund  Argentinië
- Robin Ammerlaan (rolstoeltennis)  Nederland
- Igor Andrejev  Rusland
- Guido Andreozzi  Argentinië
- Mario Ančić  Kroatië
- Pablo Andújar  Spanje
- Paul Annacone  Verenigde Staten
- Jan Apell  Zweden
- Hicham Arazi  Marokko
- Facundo Argüello  Argentinië
- Andrea Arnaboldi  Italië
- Jordi Arrese  Spanje
- Wayne Arthurs  Australië
- Thierry Ascione  Frankrijk
- Arthur Ashe  Verenigde Staten
- Simon Aspelin  Zweden
- Maxime Authom  België
- Juan Avendaño  Spanje

## B
- Marcos Baghdatis  Cyprus
- Facundo Bagnis  Argentinië
- Mansour Bahrami  Iran
- Jamie Baker  Verenigd Koninkrijk
- Thiemo de Bakker  Nederland
- Nicolás Barrientos  Colombia
- Matthew Barton  Australië
- Roberto Bautista Agut  Spanje
- Karol Beck  Slowakije
- Boris Becker  Duitsland
- Aljaž Bedene  Slovenië
- Tomasz Bednarek  Polen
- Andre Begemann  Duitsland
- Tomas Behrend  Duitsland
- Ruben Bemelmans  België
- Eduardo Bengoechea  Argentinië
- Julien Benneteau  Frankrijk
- Ričardas Berankis  Litouwen
- Alberto Berasategui  Spanje
- Tomáš Berdych  Tsjechië
- Christian Bergström  Zweden
- Yuki Bhambri  India
- Mahesh Bhupathi  India
- Jonas Björkman  Zweden
- Byron Black  Zimbabwe
- Wayne Black  Zimbabwe
- James Blake  Verenigde Staten
- Galo Blanco  Spanje
- Alex Bogomolov jr.  Verenigde Staten
- Martijn Bok  Nederland
- Alex Bolt  Australië
- Rohan Bopanna  India
- Björn Borg  Zweden
- Mathias Bourgue  Frankrijk
- Ilia Bozoljac  Servië
- Daniel Brands  Duitsland
- Liam Broady  Verenigd Koninkrijk
- Sergi Bruguera  Spanje
- Arnau Brugués-Davi  Spanje
- Bob Bryan  Verenigde Staten
- Mike Bryan  Verenigde Staten
- Chase Buchanan  Verenigde Staten
- Earl Buchholz  Verenigde Staten
- Don Budge  Verenigde Staten
- Lars Burgsmüller  Duitsland
- Lewis Burton  Verenigd Koninkrijk

## C
- Juan Sebastián Cabal  Argentinië
- Agustín Calleri  Argentinië
- Omar Camporese  Italië
- Guillermo Cañas  Argentinië
- Paolo Canè  Italië
- Paul Capdeville  Chili
- Kenneth Carlsen  Denemarken
- Pablo Carreño Busta  Spanje
- Pat Cash  Australië
- Sergio Casal  Spanje
- James Cerretani  Verenigde Staten
- Michael Chang  Verenigde Staten
- Karen Chatsjanov  Rusland
- Juan Ignacio Chela  Argentinië
- Marco Chiudinelli  Zwitserland
- Marin Čilić  Kroatië
- Francisco Clavet  Spanje
- Arnaud Clément  Frankrijk
- Simone Colombo  Italië
- Jimmy Connors  Verenigde Staten
- John Cooper  Australië
- Kimmer Coppejans  België
- Guillermo Coria  Argentinië
- Borna Ćorić  Kroatië
- Àlex Corretja  Spanje
- Edward Corrie  Verenigd Koninkrijk
- Albert Costa  Spanje
- Carlos Costa  Spanje
- Grant Connell  Canada
- Jim Courier  Verenigde Staten
- Barry Cowan  Verenigd Koninkrijk
- Daniel Cox  Verenigd Koninkrijk
- Gottfried von Cramm  Duitsland
- Pablo Cuevas  Uruguay
- João Cunha e Silva  Portugal

## D
- Hans van Dalsum  Nederland
- Martin Damm  Tsjechië
- Frank Dancevic  Canada
- Marcos Daniel  Brazilië
- Taro Daniel  Japan
- Marcus Daniell  Nieuw-Zeeland
- Steve Darcis  België
- Dwight Davis  Verenigde Staten
- Jonathan Dasnières de Veigy  Frankrijk
- Nikolaj Davydenko  Rusland
- Federico Delbonis  Argentinië
- Jamie Delgado  Verenigd Koninkrijk
- Marcelo Demoliner  Brazilië
- Mike Denayer (rolstoeltennis)  België
- Taylor Dent  Verenigde Staten
- Nicolas Devilder  Frankrijk
- Filip Dewulf  België
- Arnaud Di Pasquale  Frankrijk
- Lukáš Dlouhý  Tsjechië
- Ivan Dodig  Kroatië
- Novak Đoković  Servië
- Jared Donaldson  Verenigde Staten
- Jevgeni Donskoj  Rusland
- Marin Draganja  Kroatië
- Scott Draper  Australië
- Jaroslav Drobný  Tsjecho-Slowakije  Egypte
- Cliff Drysdale  Zuid-Afrika
- James Duckworth  Australië
- Rogério Dutra da Silva  Brazilië
- Damir Džumhur  Bosnië en Herzegovina

## E
- Bruno Echagaray  Mexico
- Stefan Edberg  Zweden
- Mark Edmondson  Australië
- Kyle Edmund  Verenigd Koninkrijk
- Tom Egberink (rolstoeltennis)  Nederland
- Jonathan Erlich  Israël
- Younes El Aynaoui  Marokko
- Gastão Elias  Portugal
- Jacco Eltingh  Nederland
- Roy Emerson  Australië
- Martin Emmrich  Duitsland
- Thomas Enqvist  Zweden
- Nicolas Escudé  Frankrijk
- Víctor Estrella Burgos  Dominicaanse Republiek
- Gastón Etlis  Argentinië
- Daniel Evans  Verenigd Koninkrijk
- Jonathan Eysseric  Frankrijk

## F
- Thomas Fabbiano  Italië
- Robert Farah Maksoud  Colombia
- Roger Federer  Zwitserland
- Marcel Felder  Uruguay
- Gustavo Fernández (rolstoeltennis)  Argentinië
- Ellis Ferreira  Zuid-Afrika
- Wayne Ferreira  Zuid-Afrika
- David Ferrer  Spanje
- Juan Carlos Ferrero  Spanje
- Wojtek Fibak  Polen
- Mardy Fish  Verenigde Staten
- John Fitzgerald  Australië
- Peter Fleming  Verenigde Staten
- Ken Fletcher  Australië
- Fabio Fognini  Italië
- Guy Forget  Frankrijk
- Javier Frana  Frankrijk
- Neale Fraser,  Australië
- Renzo Furlan  Italië
- Mariusz Fyrstenberg  Polen

## G
- Tejmoeraz Gabasjvili  Rusland
- Patrick Galbraith  Verenigde Staten
- Jan-Michael Gambill  Verenigde Staten
- Guillermo García López  Spanje
- Richard Gasquet  Frankrijk
- Gastón Gaudio  Argentinië
- Melle van Gemerden  Nederland
- Joachim Gérard (rolstoeltennis)  België
- Vitas Gerulaitis  Verenigde Staten
- Frederico Gil  Portugal
- Brad Gilbert  Verenigde Staten
- Sander Gillé  België
- Justin Gimelstob  Verenigde Staten
- Andrés Gimeno  Spanje
- Robby Ginepri  Verenigde Staten
- Santiago Giraldo  Colombia
- Marcos Giron  Verenigde Staten
- Shlomo Glickstein  Israël
- David Goffin  België
- Marc-Kevin Goellner  Duitsland
- Peter Gojowczyk  Duitsland
- Oliver Golding  Verenigd Koninkrijk
- Andrej Goloebev  Kazachstan
- Andrés Gómez  Ecuador
- Alejandro González  Colombia
- Fernando González  Chili
- Máximo González  Argentinië
- Joshua Goodall  Verenigd Koninkrijk
- Spencer Gore  Verenigd Koninkrijk
- Henk Goris  Nederland
- Jim Grabb  Verenigde Staten
- Marcel Granollers  Spanje
- Denis Gremelmayr  Duitsland
- Sébastien Grosjean  Frankrijk
- Samuel Groth  Australië
- David Guez  Frankrijk
- Ernests Gulbis  Letland
- Heinz Günthardt  Zwitserland
- Magnus Gustafsson  Zweden

## H
- Paul Haarhuis  Nederland
- Tommy Haas  Duitsland
- Robin Haase  Nederland
- Amir Hadad  Israël
- Jan Hájek  Tsjechië
- Victor Hănescu  Roemenië
- Paul Hanley  Australië
- Christian Harrison  Verenigde Staten
- Fred Hemmes sr.  Nederland
- Tim Henman  Verenigd Koninkrijk
- Pierre-Hugues Herbert  Frankrijk
- Óscar Hernández  Spanje
- Alfie Hewett (rolstoeltennis)  Verenigd Koninkrijk
- Lleyton Hewitt  Australië
- José Higueras  Spanje
- Jakob Hlasek  Zwitserland
- Harry Hopman  Australië
- Luis Horna  Peru
- Stéphane Houdet (rolstoeltennis)  Frankrijk
- Dominik Hrbatý  Slowakije
- Íñigo Cervantes Huegun  Spanje
- Stephen Huss  Australië

## I
- Dominic Inglot  Verenigd Koninkrijk
- Denis Istomin  Oezbekistan
- Tatsuma Ito  Japan
- Goran Ivanišević  Kroatië

## J
- Jerzy Janowicz  Polen
- Anders Järryd  Zweden
- Malek Jaziri  Tunesië
- Jarmere Jenkins  Verenigde Staten
- Michail Joezjny  Rusland
- Joachim Johansson  Zweden
- Thomas Johansson  Zweden
- Donald Johnson  Verenigde Staten
- Steve Johnson  Verenigde Staten
- Greg Jones  Australië
- Lars Jönsson  Zweden
- Rameez Junaid  Australië
- Diego Junqueira  Argentinië

## K
- Jevgeni Kafelnikov  Rusland
- Roko Karanušić  Kroatië
- Ivo Karlović  Kroatië
- Nicolas Kiefer  Duitsland
- Kevin Kim  Verenigde Staten
- Kevin King  Verenigde Staten
- Raven Klaasen  Zuid-Afrika
- Bradley Klahn  Verenigde Staten
- Martin Kližan  Slowakije
- Bastian Knittel  Duitsland
- Julian Knowle  Oostenrijk
- Mark Knowles  Bahama's
- Peter Kobelt  Verenigde Staten
- Jan Kodeš  Tsjechië
- Igor Koenitsyn  Rusland
- Mark Koevermans  Nederland
- Philipp Kohlschreiber  Duitsland
- Thanasi Kokkinakis  Australië
- Daniel Köllerer  Oostenrijk
- Michel Koning  Nederland
- Henri Kontinen  Finland
- Petr Korda  Tsjechië
- Stefan Koubek  Oostenrijk
- Mateusz Kowalczyk  Polen
- Stefan Kozlov  Verenigde Staten
- Austin Krajicek  Verenigde Staten
- Richard Krajicek  Nederland
- Boaz Kramer (rolstoeltennis)  Israël
- Konstantin Kravtsjoek  Rusland
- Kevin Krawietz  Duitsland
- Gero Kretschmer  Duitsland
- Aaron Krickstein  Verenigde Staten
- Karol Kučera  Slowakije
- Denis Kudla  Verenigde Staten
- Gustavo Kuerten  Brazilië
- Nicklas Kulti  Zweden
- Shingo Kunieda (rolstoeltennis)  Japan
- Alex Kuznetsov  Verenigde Staten
- Andrej Koeznetsov  Rusland
- Nick Kyrgios  Australië

## L
- Irakli Labadze  Georgië
- René Lacoste  Frankrijk
- Dušan Lajović  Servië
- Tristan Lamasine  Frankrijk
- Magnus Larsson  Zweden
- Nicolás Lapentti  Ecuador
- Rod Laver  Australië
- Leonardo Lavalle  Mexico
- Henri Leconte  Frankrijk
- Rick Leach  Verenigde Staten
- Ladislav Legenstein  Oostenrijk
- Harel Levy  Israël
- Ivan Lendl  Tsjechië  USA
- Ivan Ljubičić  Kroatië
- Michaël Llodra  Frankrijk
- John Lloyd  Verenigd Koninkrijk
- Laurent Lokoli  Frankrijk
- Feliciano López  Spanje
- Germán López  Spanje
- Paolo Lorenzi  Italië
- John van Lottum  Nederland

## M
- Rui Machado  Portugal
- Francisco Maciel  Mexico
- Nicolas Mahut  Frankrijk
- Xavier Malisse  België
- Cecil Mamiit  Filipijnen
- Adrian Mannarino  Frankrijk
- Amos Mansdorf  Israël
- Félix Mantilla  Spanje
- Illja Martsjenko  Oekraïne
- Willem Maris  Nederland
- Jonathan Marray  Verenigd Koninkrijk
- Philipp Marx  Duitsland
- Alberto Martín  Spanje
- Andrej Martin  Slowakije
- Fabrice Martin  Frankrijk
- Todd Martin  Verenigde Staten
- Nicolás Massú  Chili
- Marcin Matkowski  Polen
- Paul-Henri Mathieu  Frankrijk
- Tim Mayotte  Verenigde Staten
- James McGee  Ierland
- Paul McNamee  Australië
- John McEnroe  Verenigde Staten
- Patrick McEnroe  Verenigde Staten
- Miloslav Mečíř  Slowakije
- Miloslav Mečíř jr.  Slowakije
- Andrej Medvedev  Oekraïne
- Dominik Meffert  Duitsland
- Jürgen Melzer  Oostenrijk
- Adrián Menéndez Maceiras  Spanje
- Florin Mergea  Roemenië
- Yannick Mertens  België
- Axel Michon  Frankrijk
- Andreas Mies  Duitsland
- John Millman  Australië
- Vincent Millot  Frankrijk
- Maks Mirni  Wit-Rusland
- Benjamin Mitchell  Australië
- Michael Mmoh  Verenigde Staten
- Juan Mónaco  Argentinië
- Gaël Monfils  Frankrijk
- Nicholas Monroe  Verenigde Staten
- Albert Montañés  Spanje
- Wesley Moodie  Zuid-Afrika
- Agustín Moreno  Mexico
- Hiroki Moriya  Japan
- George Morgan  Verenigd Koninkrijk
- Cássio Motta  Brazilië
- Carlos Moyà  Spanje
- Alexander Mronz  Duitsland
- Daniel Muñoz de la Nava  Spanje
- Andy Murray  Verenigd Koninkrijk
- Jamie Murray  Verenigd Koninkrijk
- Thomas Muster  Oostenrijk

## N
- Rafael Nadal  Spanje
- David Nalbandian  Argentinië
- Ilie Năstase  Roemenië
- Iván Navarro  Spanje
- Daniel Nestor  Canada
- Oleksandr Nedovjesov  Kazachstan
- Claude N'Goran  Ivoorkust
- Clement N'Goran  Ivoorkust
- Frederik Nielsen  Denemarken
- Jarkko Nieminen  Finland
- Yoshihito Nishioka  Japan
- John Newcombe  Australië
- Yannick Noah  Frankrijk
- Dick Norman  België
- Magnus Norman  Zweden
- Sándor Noszály  Hongarije
- Karel Nováček  Tsjechië
- Jiří Novák  Tsjechië
- Dennis Novikov  Verenigde Staten
- Hugo Nys  Frankrijk

## O
- Alex O'Brien  Verenigde Staten
- Wayne Odesnik  Verenigde Staten
- Tom Okker  Nederland
- Noam Okun  Israël
- Andrej Olchovski  Rusland
- Albano Olivetti  Frankrijk
- Paul C. Oosterbaan  Verenigde Staten
- Manuel Orantes  Spanje
- Ricki Osterthun  Duitsland
- Philipp Oswald  Oostenrijk
- Josselin Ouanna  Frankrijk

## P
- Leander Paes  India
- Benoît Paire  Frankrijk
- Petr Pála  Tsjechië
- Jared Palmer  Verenigde Staten
- Andrei Pavel  Roemenië
- Ante Pavić  Kroatië
- Mate Pavić  Kroatië
- Víctor Pecci sr.  Paraguay
- John Peers  Australië
- Nicolas Peifer (rolstoeltennis)  Frankrijk
- Guido Pella  Argentinië
- Horacio de la Peña  Argentinië
- Diego Pérez  Uruguay
- Guillermo Pérez Roldán  Argentinië
- Fred Perry  Verenigd Koninkrijk
- Philipp Petzschner  Duitsland
- Björn Phau  Duitsland
- Mark Philippoussis  Australië
- Libor Pimek  België
- Cédric Pioline  Frankrijk
- Peter Polansky  Canada
- Alexander Popp  Duitsland
- Albert Portas  Spanje
- Vasek Pospisil  Canada
- Juan Martín del Potro  Argentinië
- Lucas Pouille  Frankrijk
- David Prinosil  Duitsland
- Éric Prodon  Frankrijk
- Patrick Proisy  Frankrijk
- Goran Prpić  Kroatië
- Michał Przysiężny  Polen
- Mariano Puerta  Argentinië
- Jim Pugh  Verenigde Staten
- Tim Pütz  Duitsland

## Q
- Sam Querrey  Verenigde Staten
- Aisam-ul-Haq Qureshi  Pakistan

## R
- Patrick Rafter  Australië
- Olli Rahnasto  Finland
- Purav Raja  India
- Andy Ram  Israël
- Albert Ramos Viñolas  Spanje
- Rubén Ramírez Hidalgo  Spanje
- Dave Randall  Verenigde Staten
- Sanchai Ratiwatana  Thailand
- Sonchat Ratiwatana  Thailand
- Michael Redlicki  Verenigde Staten
- Hunter Reese  Verenigde Staten
- Gordon Reid (rolstoeltennis)  Verenigd Koninkrijk
- Matt Reid  Australië
- Todd Reid  Australië
- Nicolas Renavand  Frankrijk
- William Renshaw  Verenigd Koninkrijk
- Bobby Reynolds  Verenigde Staten
- David Rice  Verenigd Koninkrijk
- Marty Riessen  Verenigde Staten
- Bobby Riggs  Verenigde Staten
- David Rikl  Tsjechië
- Marcelo Ríos  Chili
- Tony Roche  Australië
- Tommy Robredo  Spanje
- Christophe Rochus  België
- Olivier Rochus  België
- Andy Roddick  Verenigde Staten
- Martín Rodríguez  Argentinië
- Blaž Rola  Slovenië
- Ken Rosewall  Australië
- Marc Rosset  Zwitserland
- Derrick Rostagno  Verenigde Staten
- Noah Rubin  Verenigde Staten
- Guillaume Rufin  Frankrijk
- Greg Rusedski  Verenigd Koninkrijk

## S
- Marat Safin  Rusland
- Mohamed Safwat  Egypte
- Pete Sampras  Verenigde Staten
- Emilio Sánchez  Spanje
- Tennys Sandgren  Verenigde Staten
- Davide Sanguinetti  Italië
- Fabrice Santoro  Frankrijk
- Sargis Sargsian  Armenië
- Alexander Satschko  Duitsland
- Luke Saville  Australië
- Bill Scanlon  Verenigde Staten
- Sjeng Schalken  Nederland
- Michiel Schapers  Nederland
- Maikel Scheffers (rolstoeltennis)  Nederland
- Kenny de Schepper  Frankrijk
- Dennis van Scheppingen  Nederland
- Ronnie Schneider  Verenigde Staten
- Ted Schroeder  Verenigde Staten
- Sam Schröder (rolstoeltennis)  Nederland
- Rainer Schüttler  Duitsland
- Eduardo Schwank  Argentinië
- Diego Schwartzman  Argentinië
- Richard Sears  Verenigde Staten
- Robert Seguso  Verenigde Staten
- Dudi Sela  Israël
- Andreas Seppi  Italië
- Florent Serra  Frankrijk
- Divij Sharan  India
- Jan Siemerink  Nederland
- Gilles Simon  Frankrijk
- Artem Sitak  Nieuw-Zeeland
- Franko Škugor  Kroatië
- Neal Skupski  Verenigd Koninkrijk
- Raemon Sluiter  Nederland
- Daniel Smethurst  Verenigd Koninkrijk
- John-Patrick Smith  Australië
- Stan Smith  Verenigde Staten
- Tim Smyczek  Verenigde Staten
- Tomáš Šmíd  Tsjecho-Slowakije
- Robin Söderling  Zweden
- Go Soeda  Japan
- João Sousa  Portugal
- João Souza  Brazilië
- Vincent Spadea  Verenigde Staten
- Franco Squillari  Argentinië
- Paradorn Srichaphan  Thailand
- Simon Stadler  Duitsland
- Potito Starace  Italië
- Cedrik-Marcel Stebe  Duitsland
- Radek Štěpánek  Tsjechië
- Michael Stich  Duitsland
- Sandon Stolle  Australië
- Jan-Lennard Struff  Duitsland
- Eric Stuurman (rolstoeltennis)  Nederland
- Mac Styslinger  Verenigde Staten
- Yūichi Sugita  Japan
- Cyril Suk  Tsjechië
- Jonas Svensson  Zweden

## T
- Jeff Tarango  Verenigde Staten
- Frederick Taylor  Verenigde Staten
- Balázs Taróczy  Hongarije
- Brian Teacher  Verenigde Staten
- Maxime Teixeira  Frankrijk
- Frances Tiafoe  Verenigde Staten
- Dominic Thiem  Oostenrijk
- Jordan Thompson  Australië
- Sean Thornley  Verenigd Koninkrijk
- Bill Tilden  Verenigde Staten
- Henk Timmer  Nederland
- Janko Tipsarević  Servië
- Dmitri Toersoenov  Rusland
- Andrej Tsjerkasov  Rusland
- Andrej Tsjesnokov  Rusland
- Jo-Wilfried Tsonga  Frankrijk
- Toshihisa Tsuchihashi  Japan

## U
- Danai Udomchoke  Thailand
- Bohdan Ulihrach  Duitsland
- Kevin Ullyett  Zimbabwe
- Adrian Ungur  Roemenië

## V
- Daniel Vacek  Tsjechië
- Izak van der Merwe  Zuid-Afrika
- Greg Van Emburgh  Verenigde Staten
- Tom Vanhoudt  België
- Antonio Veić  Kroatië
- Michael Venus  Nieuw-Zeeland
- Martin Verkerk  Nederland
- Fernando Verdasco  Spanje
- Jiří Veselý  Tsjechië
- Fernando Vicente  Spanje
- Guillermo Vilas  Argentinië
- Niels Vink (rolstoeltennis)  Nederland
- Ronald Vink (rolstoeltennis)  Nederland
- Pavel Vízner  Tsjechië
- Joran Vliegen  België
- Kristof Vliegen  België
- Filippo Volandri  Italië

## W
- Jimmy Wang  Chinees Taipei
- James Ward  Verenigd Koninkrijk
- Philippe Washer  België
- MaliVai Washington  Verenigde Staten
- Rogier Wassen  Nederland
- Stanislas Wawrinka  Zwitserland
- Amir Weintraub  Israël
- David Wheaton  Verenigde Staten
- Andrew Whittington  Australië
- Mats Wilander  Zweden
- Rhyne Williams  Verenigde Staten
- Todd Woodbridge  Australië
- Mark Woodforde  Australië
- Wu Di  China

## Y
- Lu Yen-hsun  Chinees Taipei
- Jaime Yzaga  Peru

## Z
- Mariano Zabaleta  Argentinië
- Grega Žemlja  Slovenië
- Zhang Ze  China
- Nenad Zimonjić  Servië
- Jürgen Zopp  Estland
- Lovro Zovko  Kroatië
- Mischa Zverev  Duitsland